# Pristimantis infraguttatus
Pristimantis infraguttatus é uma espécie de anfíbio  da família Craugastoridae.
É endémica do Peru.
Os seus habitats naturais são: regiões subtropicais ou tropicais húmidas de alta altitude.
Está ameaçada por perda de habitat.